# Ram Records
Ram Records é um gravadora  britânica sediada em Essex, especializada em drum and bass. Foi fundada em 1992 pelo DJ Andy C juntamente com Ant Miles e Shimon.

## Artistas
Artistas que lançam pela Ram Records:
- Sub Focus
- Culture Shock
- Xample
- Chase & Status
- Wilkinson
- Culture Shock
- Audio
- Benslay
- Calyx & Teebee
- Chords
- DC Breaks
- Delta Heavy
- Frankee
- Hamilton
- June Miller
- Loadstar
- Mind Vortex
- Moving Fusion
- Rene Lavice
- Stealth

## Ligações Externas
- Discografia da Ram Records no Discogs.com